# Pineville (Louisiane)
Pour les articles homonymes, voir Pineville.
Pineville est une ville de Louisiane située dans la paroisse des Rapides, aux États-Unis. Au recensement de 2000, la ville comptait 13 829 habitants.
L'hôpital central d'État de Louisiane, le centre de services et de supports de Pinecrest, l'hôpital mémorial Huey P. Long (maintenant fermé), le centre médical de l'administration des anciens combattants, et le cimetière national d'Alexendria sont situés à Pineville. Pineville est aussi le lieu de plusieurs employeurs non-gouvernementaux dont Baker Manufacturing Inc., Procter & Gamble Manufacturing Co., Crest Industries, LLC, et Dresser Industrial Valve, Inc.

## Personnalités de Pineville
- Fred H. Baden
- Clifford Leo Deslatte, Sr.
- Clarence R. Fields
- Faith Ford
- L. B. Henry
- Anjanette Kirkland
- Rashard Lewis
- Gertrude Nelson
- Devon O'Day
- Tommy Tenney
- Floyd W. Smith, Jr.
- Gerald W. Himes
- Thomas J. "Brother Jim" Spencer
- Henry Wiggins
- Justin Gaston, mannequin et acteur